# Johannes Albrecht
Robert Johannes Albrecht SJ (* 18. April 1907 in Dingelstädt im Eichsfeld; † 18. September 1943 im Zuchthaus Brandenburg-Görden) war ein römisch-katholischer Ordensbruder, der während der nationalsozialistischen Diktatur auf Grund eines geheimen Kriegsgerichtsverfahrens am 5. August 1943 in Berlin zum Tode verurteilt wurde.

## Leben
Johannes Albrecht wurde am 18. April 1907 in Dingelstädt geboren. Seine Eltern waren Johannes Albrecht und dessen Ehefrau Elisabeth, geb. Schumann. Die Familie zog später nach Schlesien, wo sein Vater ein Hotel im Riesengebirge übernahm. Er besuchte nach der Volksschule das Gymnasium in Hirschberg und absolvierte, nach dem Umzug der Familie nach Breslau, eine kaufmännische Lehre. Seit 1931 arbeitete er als Dolmetscher in der deutschen Gesandtschaft in Prag. Dort kam er in Kontakt mit dem Jesuitenorden und entschloss sich bereits im Januar 1933 zum Ordenseintritt. Das zweijährige Noviziat durchlief er in Beneschau, Mariaschein und Velehrad. Anschließend studierte Albrecht Philosophie und katholische Theologie in Rom und Gallarate und legte am 2. Februar 1936 in Mittelsteine seine Ordensgelübde ab und erneuerte sie im Januar 1942. Zur Priesterweihe kam es indes nicht mehr, da er 1941 zur Wehrmacht eingezogen wurde.

## Verhaftung und Tod
Albrecht wurde 1941 als Wehrmachtsdolmetscher in Prag und später im Kriegsgefangenenlager Dabendorf eingesetzt. Obschon bei Strafe verboten, stellte er sich dort vor allem den tschechischen Kriegsgefangenen als auch den dort stationierten Soldaten als Seelsorger zur Verfügung. Nachdem Informanten über seine Einstellung gegen das Hitlerregime und dessen Angriffe auf fremde Völker berichteten, wurde er am 19. Mai 1942 verhaftet. Er wurde ins Gefängnis Berlin-Tegel verbracht, ohne die Gründe seiner Verhaftung offenzulegen. Ab dem 5. August 1943 stand er in Berlin vor dem Kriegsgericht und wurde zum Tode verurteilt. Gnadengesuche seiner Familie blieben ohne Erfolg. Johannes Albrecht wurde in das Zuchthaus Brandenburg-Görden überstellt und dort am 18. September 1943 hingerichtet. Am 22. September 1943 konnten ihn die Jesuiten in Breslau nach einem Requiem beisetzen. Die kriegsgerichtlichen Unterlagen zu dem Todesurteil wurden auch nach dem Krieg nicht offengelegt.